# Johan Risingh
Johan Classon Risingh (1617 em Risinge – 1672) foi o último governador da colônia sueca chamada Nova Suécia.

## Biografia
Risingh nasceu em 1617 em Risinge, Gotalândia Oriental, Suécia. Após o ginásio em Linköping, frequentou a Universidade de Upsala e Universidade de Leyden. A partir de 1651 a 1653, ele ocupava o cargo de secretário da Faculdade Comercial da Suécia. Ele escreveu o primeiro tratado sobre o comércio e economia compilada na Suécia, no outono de 1653. Recebendo o título de cavaleiro, ele saiu da Suécia no início de 1654, para assumir suas funções na Nova Suécia.
Seu primeiro ato foi promover a tomada do forte holandês Casimir, que o Diretor-Geral da Nova Holanda, Peter Stuyvesant, tinha erguido logo abaixo Fort Christina (perto de New Castle, Delaware) em 1651. Stuyvesant, posteriormente, liderou a invasão da Nova Suécia e anexou a colônia ao controle de seu governo. Após a rendição, Risingh, funcionários, soldados, e colonos, como não estavam dispostos a tornarem-se subordinados à Holanda, foram levados de volta para a Europa. Risingh morreu na miséria em Estocolmo, em 1672.
Os relatórios de Risingh do período de 1654 a 1655, constituem uma valiosa história da Nova Suécia sob a sua administração. Há uma cópia de um manuscrito de um desses relatórios, em sueco na Biblioteca Nacional da Suécia. Este relatório foi impresso em 1878, de Carl K. S. Sprinchorn do Kolonien Nya Sveriges Historia  (em português: História da Colônia de Nova Suécia).

## Outras fontes
- Johnson, Amandus. Johan Classon Rising: O Último Governador de Nova Suécia (Filadélfia: A Sociedade Colonial Sueca, 1915)
- Johnson, Amandus. Os Assentamentos Suecos no estado de Delaware, eua 1638-1664, Volume II (Filadélfia: O sueco Sociedade Colonial, 1927)
- Ala, Christopher. Holandeses e Suecos no Delaware, 1609 - 1664 (University of Pennsylvania Press, 1930)
- Griffis, William Elliot. A História de Nova Holanda. O Holandês Na América  (Boston E Nova York. Houghton Mifflin Company. O Riverside Press Cambridge. 1909)